# 湯之岳停車區
湯之岳停车区（平假名：ゆのたけパーキングエリア）是位於福島縣磐城市的常磐自動車道之停车区，使用者不多，全站僅設有一部自動售賣機。

## 連接道路
- 常磐自動車道

## 历史
- 1988年3月24日 - 常磐自動車道磐城中央IC至日立北IC開通，此停车区也同時啟用。
- 2011年3月11日 - 發生2011年日本東北地方太平洋近海地震，常磐自動車道全線封閉。
- 2011年3月21日 - 水戶IC至磐城中央IC路段重開。

## 停车区設施
- 上行線（三鄉、水戶方向）
  - 停車場
    - 小型車：20台
    - 大型車：12台

  - 廁所
    - 男士 大型 2（和式1、西式1）、小型5
    - 女士 5（和式4、西式1）
    - 輪椅人士專用 1

  - 自動售賣機
- 下行線（常磐富岡方向）
  - 停車場
    - 小型車：20台
    - 大型車：12台

  - 廁所
    - 男士 大型 2（和式1、西式1）、小型5
    - 女士 5（和式4、西式1）
    - 輪椅人士專用 1

  - 自動售賣機
  - 公路資訊台

## 鄰近設施
常磐自動車道
(16)磐城湯本IC - 湯之岳停车区 - 磐城JCT - (17)磐城中央IC

## 相關項目
- 日本服務區與休息區一覽

## 外部連結
- 東日本高速道路株式會社 （页面存档备份，存于）
  - e-NEXCO服務區與休息區情報